# Lučšaja podruga
Lučšaja podruga (in russo Лучшая подруга?) è un singolo della cantante russa Ljusja Čebotina, pubblicato il 17 marzo 2023.

## Video musicale
| Recensione | Giudizio |
| ---------- | -------- |
| InterMedia | 7/10     |

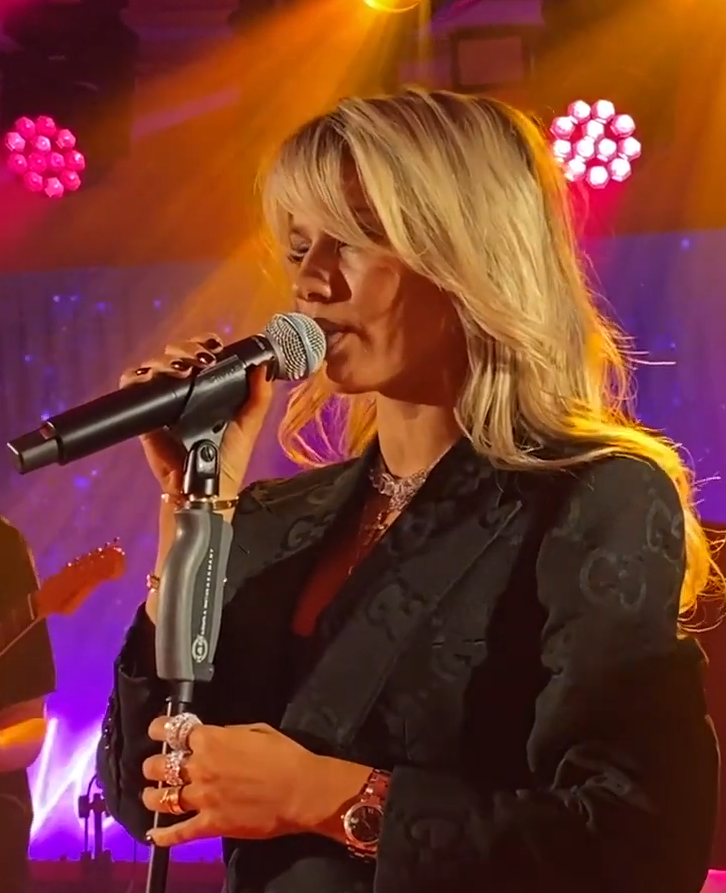
Ljusja Čebotina mentre si esibisce sulle note di Lučšaja podruga nel settembre 2023

Il video musicale è stato reso disponibile il 23 marzo 2023 attraverso il canale YouTube dell'artista.

## Tracce
Testi e musiche di Ljudmila Andreevna Čebotina.
1. Lučšaja podruga – 2:21

## Formazione
- Ljusja Čebotina – voce, produzione

## Classifiche
| Classifica (2023-24) | Posizione massima |
| -------------------- | ----------------- |
| Bielorussia          | 198               |
| Estonia              | 22                |
| Kazakistan           | 58                |
| Moldavia             | 41                |
| Russia               | 62                |